# Stroud (district)
Pour les articles homonymes, voir Stroud (homonymie).
Stroud est un district non métropolitain situé dans le comté du Gloucestershire, en Angleterre. Son chef-lieu est la ville éponyme de Stroud.